# Gäu (Baden-Württemberg)
Die Bezeichnung Gäu steht in erster Linie für einen waldarmen Kulturlandschaftstyp, der sich in der Südwestdeutschen Schichtstufenlandschaft zwischen dem Schwarzwald bzw. dem Strom- und Heuchelberg im Westen und der Schwäbischen Alb bzw. den Schwäbischen Keuperwaldbergen im Osten herausgebildet hat. Wegen der weiteren Untergliederung in Oberes bzw. Korngäu, Heckengäu, Unteres bzw. Strohgäu und Zabergäu kann man auch von „den Gäuen“ reden.
Das Wort ist sprachgeschichtlich identisch mit Gau (zu Einzelheiten der Etymologie siehe dort). Es kommt schon in vielen altgermanischen Sprachen vor, beispielsweise althochdeutsch als gewi, und geht womöglich auf ein urgermanisches *gaw-ja- ‘Gegend, Landschaft’ zurück.

## Naturräumliche Eigenschaften
Das Gäu ist eine aus den Gesteinen des Muschelkalks und Lettenkeupers bestehende Hochfläche von 250 bis 500 Metern Meereshöhe, in die sich die Flüsse Neckar, Ammer, Würm, Glems, Enz, Metter und Zaber teils tief eingeschnitten haben.
Im Norden gehen die schwäbischen Gäulandschaften in die Hochflächen des Baulands und des Tauberlands über, im Westen sind sie durch den Schwarzwald, im Osten durch die Schwäbische Alb und durch die Keuperberglandgebiete Schönbuch, Glemswald und Schwäbischer Wald begrenzt. 
Die Gäue sind landwirtschaftlich intensiv genutzte Gegenden, deren Böden in der Hauptsache aus Parabraunerden auf Löss bestehen. In den sogenannten „Armen Gäuen“ fehlt die Lössüberdeckung: Auf den anstehenden verkarsteten Kalken des Oberen Muschelkalks haben sich meist nur flachgründige und weniger fruchtbare Rendzinen entwickelt. Auf den Lesesteinriegeln haben sich Hecken gebildet (Heckengäu).
Vergleichbare Landschaften in unmittelbarer Angrenzung an die als Gäue bezeichneten sind östlich des mittleren Neckars das Schmidener Feld bei Fellbach und die Backnanger Bucht. Etwas weiter abseits liegt südlich Stuttgarts die ebenfalls lößbedeckte Filderebene, die geologisch allerdings zum Schwäbischen Keuper-Lias-Land zählt.
Großräumig bzw. geologisch lässt sich das Gäu als Teil der gesamten Landschaft zwischen Schwarzwald und Keuperwäldern betrachten, die durch den im Untergrund anstehenden Muschelkalk geprägt ist. Sie verengt sich im Süden auf die Landstriche am oberen Neckar nördlich der Baar. Im Norden erweitert sie sich stark bis in die Gegenden Unterfrankens. Dieser „Muschelkalkfächer“ wiederum ist Teil einer umfangreichen „Fächerlandschaft“, der Südwestdeutschen Schichtstufenlandschaft.

## Naturräumliche Systematik

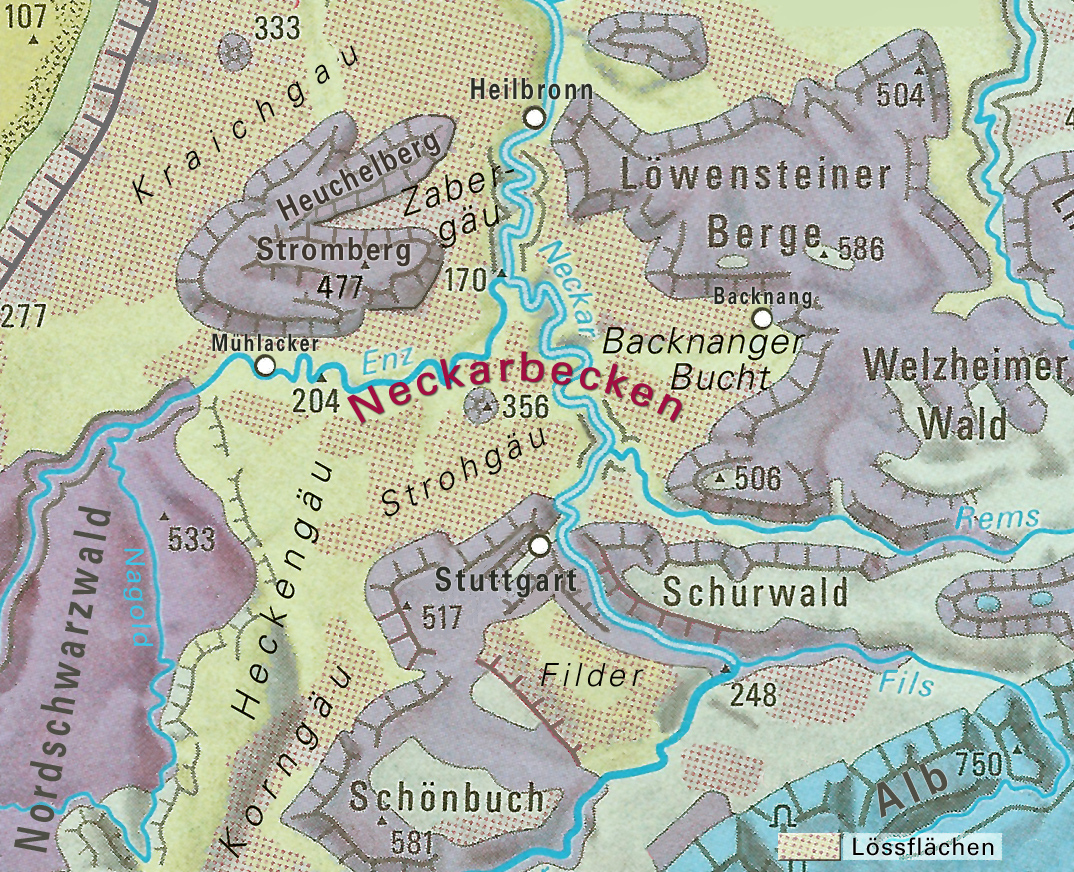
Geologische Skizze des Naturraums Neckarbecken mit Kennzeichnung von Lössgebieten.

Das Gäu mit seinen Bestandteilen Heckengäu, Korngäu bzw. Oberes Gäu, Strohgäu und Zabergäu überschneidet sich mit den (sich berührenden, aber nicht überlappenden) Haupteinheiten Obere Gäue (122) und Neckarbecken (123) des Naturraums Neckar- und Tauber-Gäuplatten in der Systematik des Handbuchs der naturräumlichen Gliederung Deutschlands, ohne diese beiden Haupteinheiten ganz zu überdecken. Im Fall des Heckengäus mag (je nach Auslegung) auch der Naturraum 150, Schwarzwald-Randplatten, betroffen sein.
1. Das Zabergäu ist der nördlichste Bestandteil des Gäus und liegt als Naturraum 123.8 im Naturraum Neckarbecken links des Neckars.
2. Der Naturraum Korngäu (122.41) ist kleiner als das im Artikel Korngäu beschriebene Gebiet, der Naturraum Oberes Gäu (122.4) größer (umfasst Heckengäugebiet, siehe Korngäu#Bezeichnungen). Unabhängig von den so gegebenen Möglichkeiten, Korngäu und Oberes Gäu zu deuten, werden sie vom Naturraum Obere Gäue (122) umfasst. Zum Neckar wahrt er jedenfalls eine gewisse Distanz.
3. Vom →Heckengäu wird, wie gesagt, im Handbuch ein Teil sogar als Bestandteil des Naturraums Oberes Gäu aufgefasst. Was vom Heckengäu nördlich der A 8 liegt, bildet zusammen mit dem →Strohgäu den südwestlichen Teil 123.1 des Neckarbeckens. Auch hier bleibt Abstand zum Neckar; noch mehr gilt dies für Teile des Heckengäus, die auf den Schwarzwald-Randplatten liegen sollen. Lässt man diese weg, so ist das südlich der A 8 gelegene Heckengäu komplett ein Bestandteil des Naturraums Oberes Gäu (122.4). Allerdings sieht das Handbuch noch Heckengäuteile weiter südlich als in Heckengäu#Lage beschrieben, diese liegen im Naturraum Obere Gäue (122) weiter südlich als das Obere Gäu.

Unabhängig von unklaren Abgrenzungen liegt das Gäu ganz auf der linken Neckarseite, nicht dazu gehört der geologisch gleichartige Naturraum Backnanger Bucht (123.3).

## Geschichte

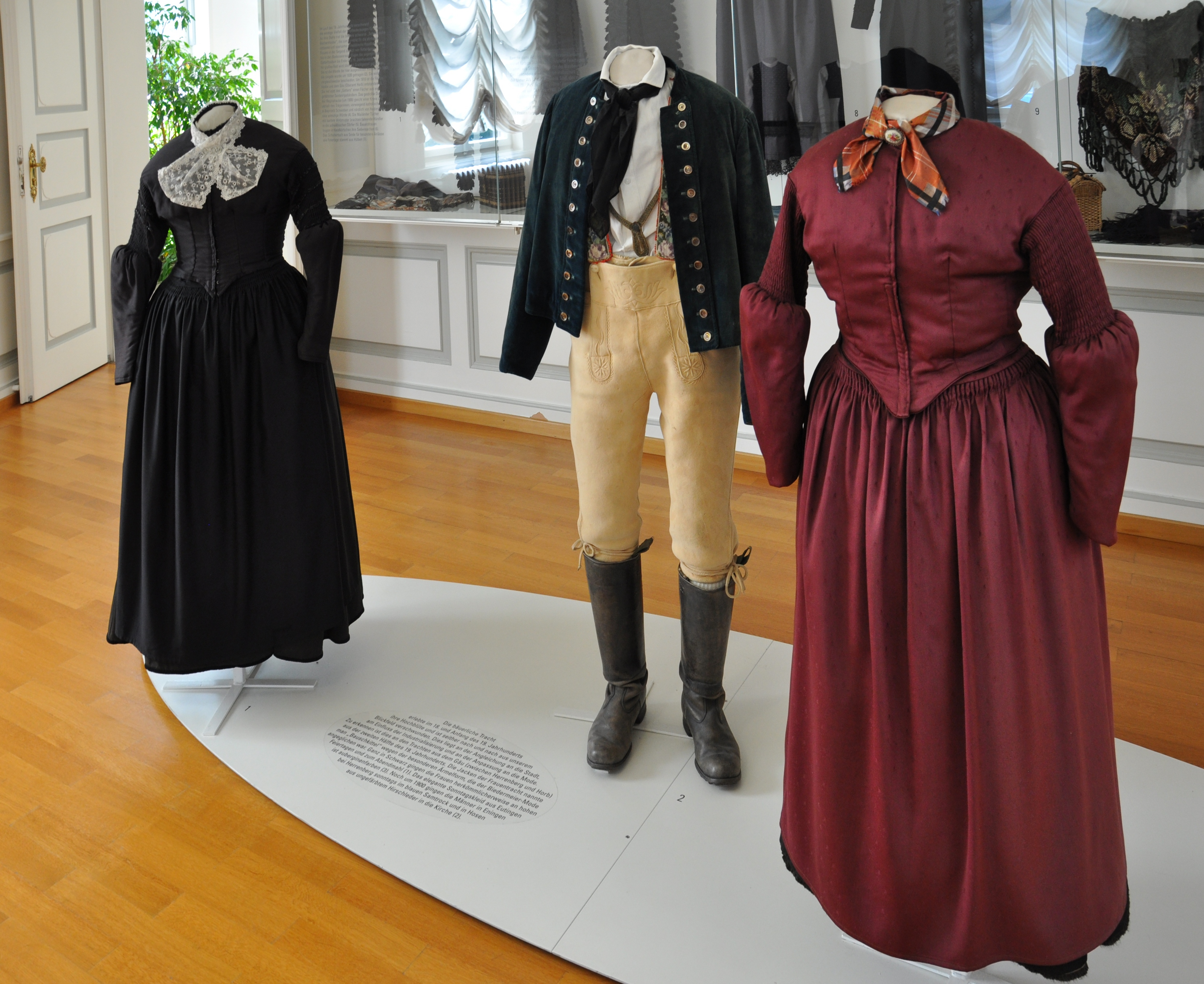
Trachten aus dem Gäu, zweite Hälfte 19. Jahrhundert

Ausgrabungen zeigen, dass die Gegend des Gäus schon seit der Mittelsteinzeit besiedelt gewesen ist. Davon zeugen Pfeilspitzen, Hügelgräber und andere Funde. Aus keltischer Zeit ist in Hochdorf im Strohgäu ein vollständig erhaltenes Fürstengrab gefunden worden (Keltenfürst von Hochdorf). Es wird vermutet, dass sich auf dem Asperg ein keltischer Fürstensitz befunden hat, Nachweise hierfür konnten aber wegen nachfolgender starker Überbauung bis in unsere Zeit noch nicht erbracht werden. Nach der Eroberung durch die Römer verlief der Limes weniger als 100 Kilometer nordöstlich des Gäus und machte die Gegend zur römischen Provinz. Später siedelten Alemannen in diesem Gebiet. Die vielen Ortsnamen, die auf -ingen enden, die sogenannten schwäbischen Urdörfer, stammen aus dieser Zeit des 6. bis 8. Jahrhunderts n. Chr.

## Tourismus, Verkehr
Am Westrand des Gäus verläuft mit dem 120 km langen Gäurandweg ein Fernwanderweg des Schwarzwaldvereins. Die Bahnstrecke Stuttgart–Horb wird auch Gäubahn genannt. Gleiches gilt für die Bahnstrecke Eutingen im Gäu–Schiltach.